# 登瑞县
登瑞县是越南金瓯省下辖的一个县。

## 地理
登瑞县东临南海，西接丐渃县，南接南根县，北接金瓯市和薄寮省东海县。

## 历史
地名Đầm Dơi出現的地方民間最早稱呼它「棲息著許多蝙蝠的沼澤地」。這片土地曾經是一片荒涼的沼澤地，樹木茂密，適合蝙蝠棲息，此外還是鸛和許多天然鳥類的棲息地。「Đầm」指的是常年氾濫的地方，通常面積比較大，雨季洪水氾濫，旱季水淺。
1836年（明命十七年）阮朝記載中出現「Đầm Dơi」之名，稱「xứ Đầm Dơi」。
越南共和國時期，登瑞是安川省的一個郡，1956年後成立。
1975年4月30日後，登瑞郡解放，改爲金甌省玉顯縣，1976年改屬明海省。
1984年12月17日，玉顯縣改名登瑞縣。
2005年9月5日，青松社析置玉政社，陈贩社析置新中社，新悦社析置新民社。

## 行政区划
登瑞县下辖1市镇15社，县莅登瑞市镇。
- 登瑞市镇（Thị trấn Đầm Dơi）
- 玉政社（Xã Ngọc Chánh）
- 阮勳社（Xã Nguyễn Huân）
- 郭品社（Xã Quách Phẩm）
- 郭品北社（Xã Quách Phẩm Bắc）
- 谢安康社（Xã Tạ An Khương）
- 谢安康东社（Xã Tạ An Khương Đông）
- 谢安康南社（Xã Tạ An Khương Nam）
- 新民社（Xã Tân Dân）
- 新德社（Xã Tân Đức）
- 新悦社（Xã Tân Duyệt）
- 新顺社（Xã Tân Thuận）
- 新进社（Xã Tân Tiến）
- 新中社（Xã Tân Trung）
- 青松社（Xã Thanh Tùng）
- 陈贩社（Xã Trần Phán）